# راسيل وولف براون
راسيل وولف براون (بالإنجليزية: Russell Wolf Brown)‏ هو منافس ألعاب قوى أمريكي، ولد في 6 مارس 1985 في هانوفر في الولايات المتحدة.

## وصلات خارجية
- راسيل وولف براون على موقع الاتحاد الدولي لألعاب القوى (الإنجليزية)